# Бело (озеро)
Бело (фр. Lac Belot ) — озеро в Северо-Западных территориях в Канаде.

## География
Озеро расположено северо-западнее залива Смит-Арм Большого Медвежьего озера и на юго-западе группы из пяти крупных озёр (Колвилл, Буа, Обри, Бело, Монуар). Питание от множества окружающих озёр, сток в соседнее озеро Колвилл, и далее через череду озёр в реку Андерсон и затем в залив Ливерпул моря Бофорта Северного Ледовитого океана. Ближайший населённый пункт — посёлок Колвилл-Лейк на южном берегу озера Колвилл.